# Eagle

Eagle (Ігл) — з 1988 року американський виробник автомобілів. Штаб-квартира розташована в місті Оберн-Гіллс, штат Мічиган. У 1998 році компанія припинила виробництво автомобілів.

## Заснування компанії
На початку серпня 1987 року Chrysler Corporation за 1.2 млрд доларів викуповує фірму AMC у компанії Renault S.A. Через місяць компанія АМС перейменовується в Jeep-Eagle Division. 22500 працівників компанії не втрачають свої робочі місця, а вливаються в колектив Chrysler Co, колишні боси АМС також знаходять собі робочі місця в нового роботодавця, так головний інженер Jeep Франсуа Кастен стає головним інженером всього Chrysler Corporation. Та й інші інженери і боси АМС (Каппі — президент АМС, Френсон — відповідальний за якість продукції, Міллер — дизайнер і т. д.) непогано розбавили собою нерухомий бюрократичний штат співробітників «Крайслера», який з їх приходом сильно поміняв стиль роботи. Після покупки підприємства Якокка оголошує про закриття найстарішого автомобільного заводу в США, завод, де виготовляли автомобілі Rambler-Nash-AMC, безперервно працював з 1897 року, хоча на ділі в Кеноші ще рік тривало виготовлення двигунів.

## Початок виробництва автомобілів
Усі легкові автомобілі, які раніше випускалися компанією АМС в США, перейменовуються в Eagle, позашляховики Jeep продовжили своє існування під колишнім ім'ям. А ось ім'я новому бренду дала однойменна повнопривідна модель АМС. В історії автомобілебудування назва Eagle використовувалася тричі. Для Chrysler це був перший новий бренд, починаючи з 1929 року, коли був введений в дію Plymouth. Тепер американські моделі нової марки Eagle стали виготовлятися на новому заводі в Брамалі, що неподалік від Онтаріо.

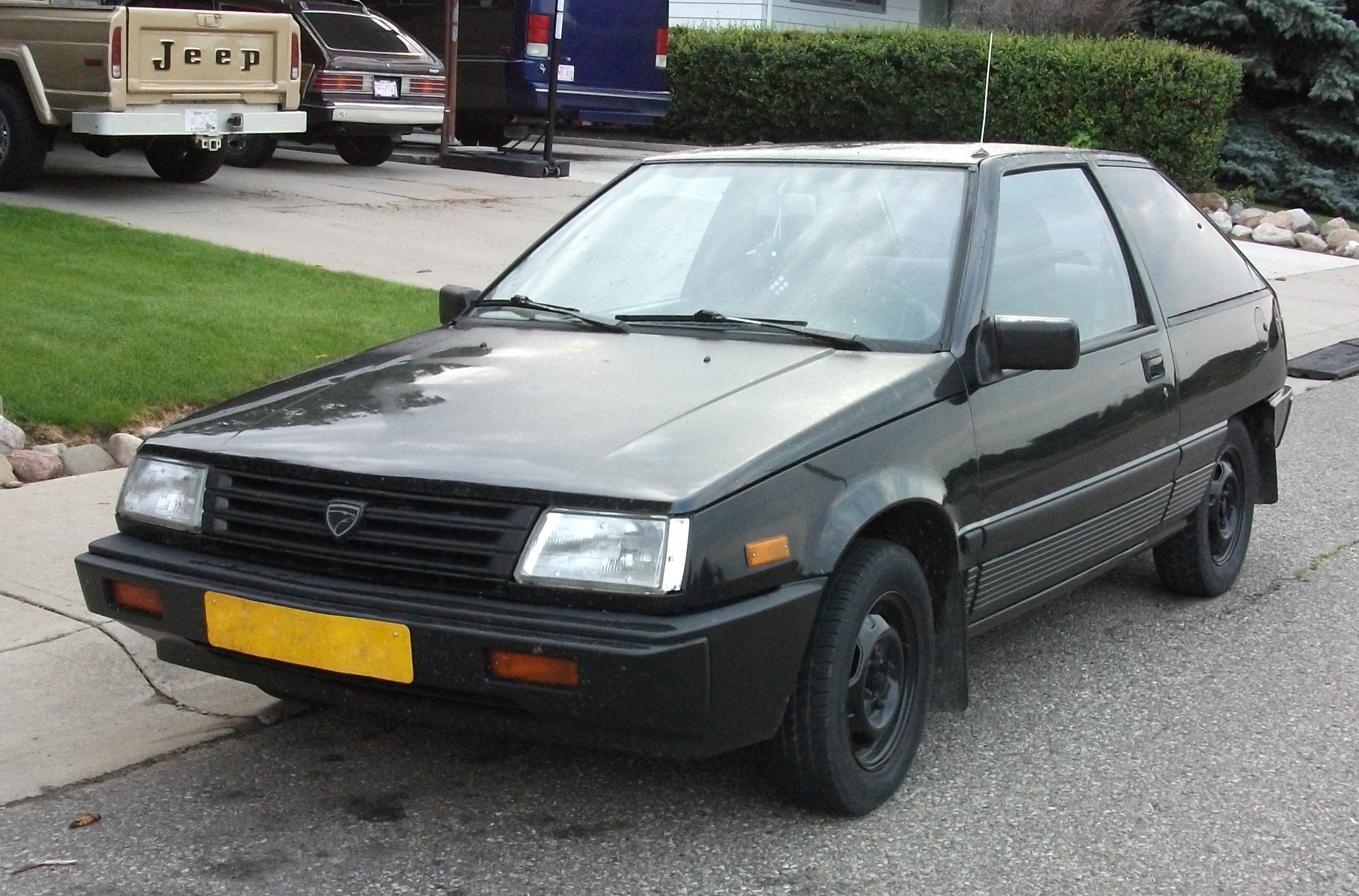
Eagle Vista DL

У спадок фірмі дістаються моделі Alliance/GTA, Eagle і Medallion. З моделями Alliance і GTA було відразу ж покінчено, щойно фірма була викуплена, їх навіть не стали виробляти під новим ім'ям, оскільки це був прямий конкурент Dodge Omni, який теж мав європейське коріння. Однак заміна цієї моделі все-таки знайшлася в особі моделі Vista, який по суті був Mitsubishi Colt/ Lancer другого покоління. Вибір цього партнера був не випадковий, Chrysler працював разом з Mitsubishi з 1971 року, японці допомогли утриматися на ногах під час паливного ембарго, коли їх «Галанти» продавалися під маркою Dodge. Тепер у компаньйонів мався спільний новенький завод (відкритий в жовтні 1985 року) Diamond-Star Motors, який і випускав спільну продукцію. Дана модель випускалася не в Іллінойсі, а надходила з Японії, з заводу в Курасікі, і пропонувалася тільки в Канаді. Компанія Mitsubishi не була представлена в цій північноамериканській країні, і щоб клієнти, які хотіли придбати японську техніку, могли її придбати, американці і пішли на такий бедж-інжиніринг. Eagle Vista пропонувався або з 3-дверним кузовом типу хетчбек, або з 4-дверним кузовом типу седан, 5-дверний хетчбек не пропонувався, щоб не відбирати клієнтів у Dodge Omni. 3-дверна версія пропонувалася у версіях E, DL і GT, а седан пропонувався в комплектаціях DL і LX (з турбо-мотором). Як силові агрегати пропонувалися або 1.5 л 69-сильний двигун, або турбо-мотор, об'ємом 1.6 л і потужністю 106 к.с., перший варіант пропонувався на вибір з 4- або 5-ступінчастою ручною КПП, а топовий мотор — з 5-ступінчастою механікою або 3-ступінчастим автоматом.

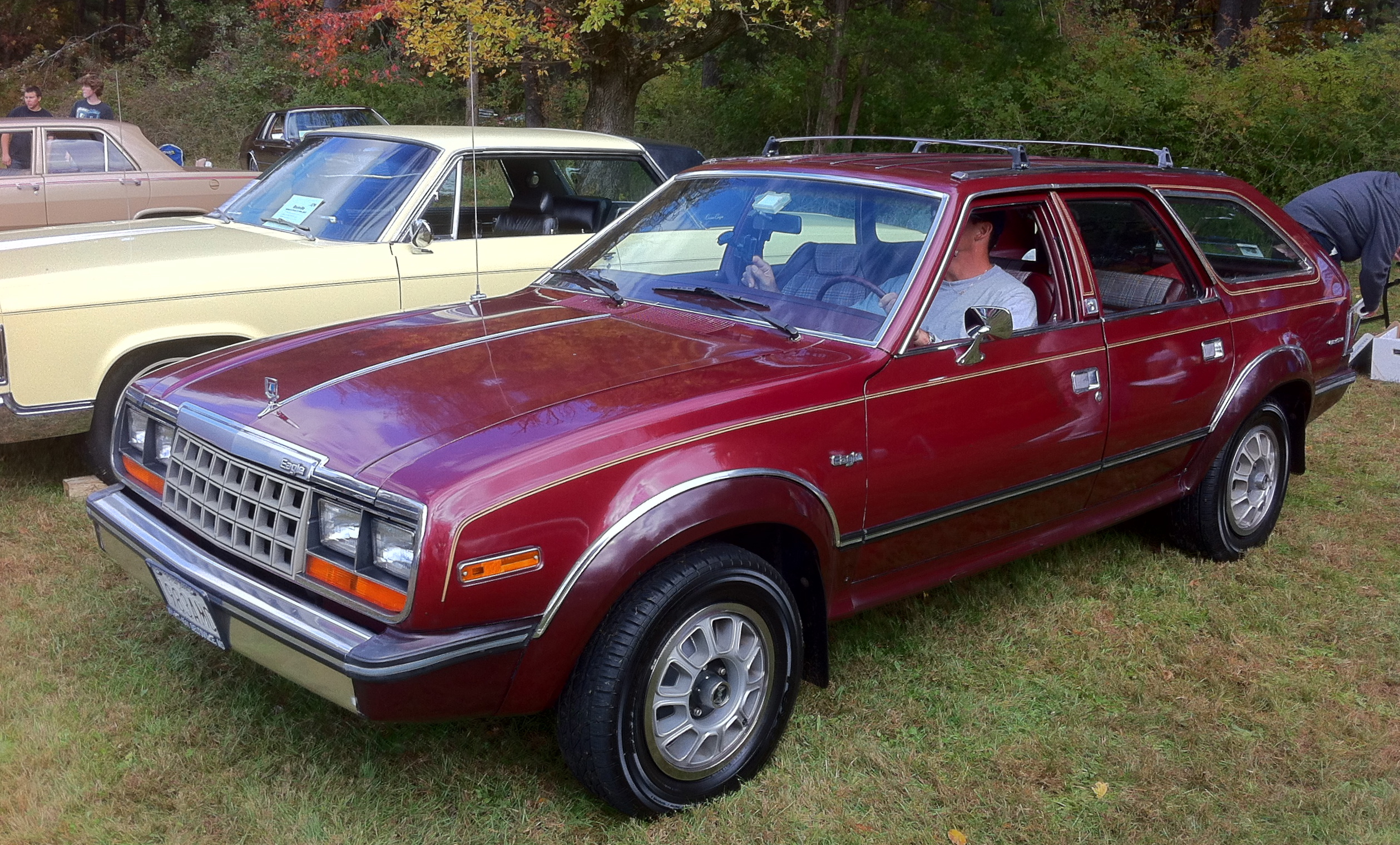
Eagle Wagon

Друга модель, яка і дала ім'я марці, перейменовується в Wagon. Ім'я Wagon було дано цій моделі в зв'язку з тим, що седана у виробничій програмі не залишилося, за 1987 модельний ряд було продано всього 450 повнопривідних седанів, так що для 1988 модельного ряду залишили тільки універсал. Eagle Wagon по-колишньому пропонувався тільки з 4.2 л двигуном, не дивлячись на те, що він пропонувався тільки в одній базовій версії, машину непогано оснастили: кондиціонер, обігрів заднього скла, радіо-система, додаткове освітлення відсіків кузова (під капотом, в бардачку, багажнику т.д.) і регульоване кермо пропонувалися безкоштовно. За додаткові гроші можна було замовити касетний програвач, електроприводи стекол, сидінь і дзеркал, килимки і круїз контроль також перейшли в опційний пакет, плівка на кузові під дерево, що раніше пропонувалася для Limited, також вважалася тепер опцією. Зробивши за три місяці 2306 автомобілів моделі Wagon, компанія Chrysler вирішує припинити виробництво останнього «справжнього» АМС, так що останній екземпляр сходить з конвеєра канадського заводу 14 грудня 1987 року. Тим самим автомобілів 1988 року просто не існує, хоча всі продані машини вважаються автомобілями 1988 модельного ряду. Не дивлячись на те, що Eagle Wagon вважався тепер продуктом фірми Chrysler, на підкапотних бирках значилося ім'я АМС, а ВІН-код (номер кузова) відповідав коду вже неіснуючої фірми.

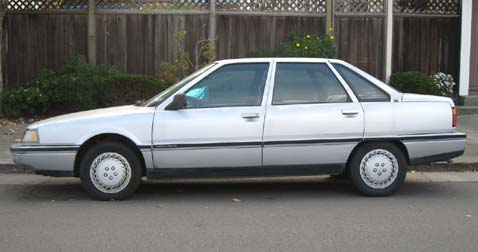
Eagle Medallion DL

Модель Medallion, як і колись, поставлялася в США з Франції, коли Якокка підписував договір, то підписав він і пункт, що його компанія зобов'язувалася реалізовувати французькі автомобілі в Північній Америці. Ця машина зовні відрізнялася тільки новою емблемою, на заміну якої погоджуються люди з Бійанкура, технічних змін теж не було привнесено. Як і колись, універсал мав надбавку в базі в 9 см (в Європі версія універсал називалася Nevada), від європейок машини відрізнялися наявністю червоної велюрової обробки сидінь (модної в той час у США) і хромованим декором в салоні, комплектацій по-колишньому пропонувалося дві — DL і LX, причому універсал випускався тільки в базовій версії. Однак навіть зміна марки автомобіля не допомогла підняти рівень продажів, цей європеєць погано продавався на американському ринку.

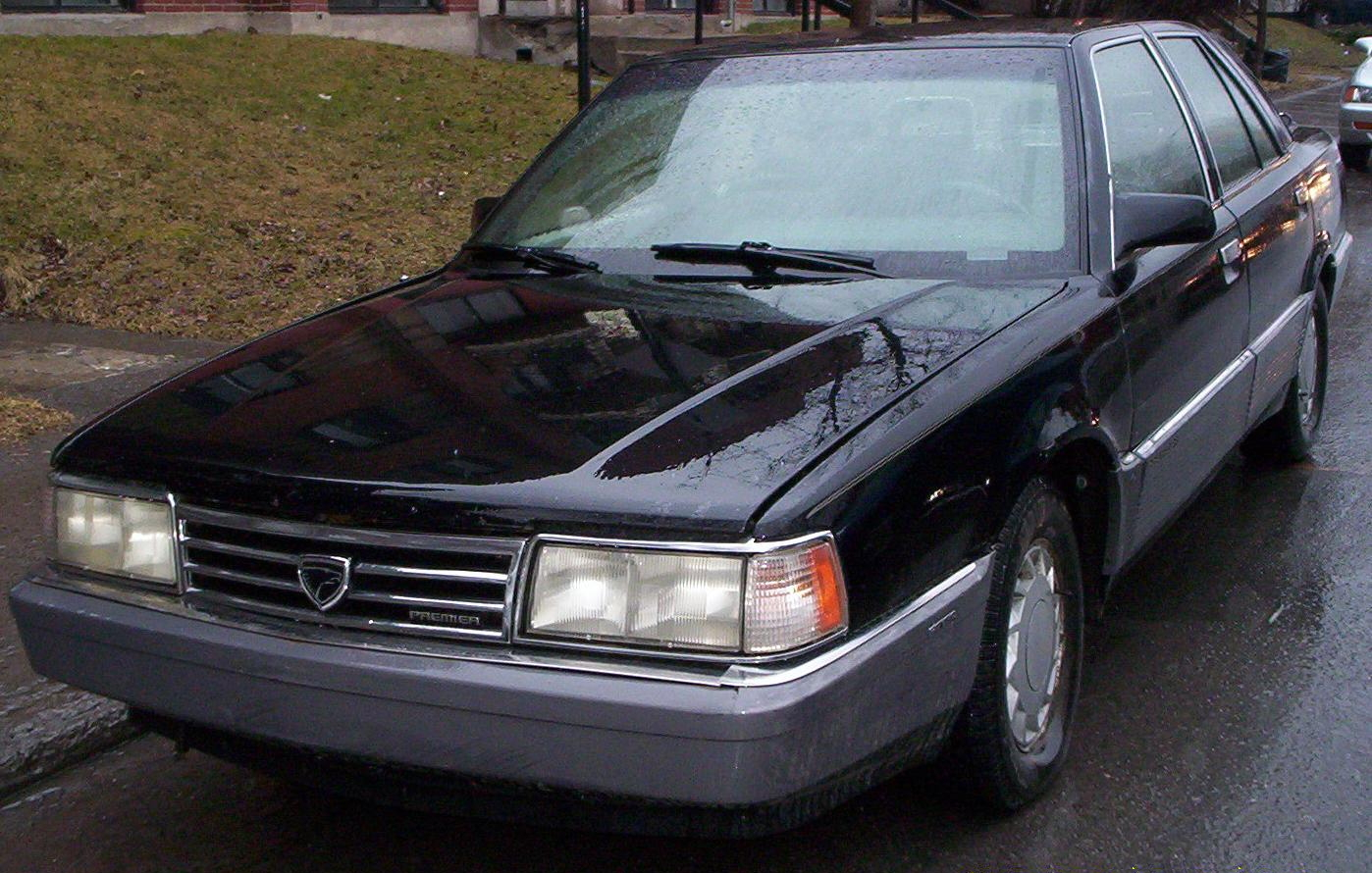
Eagle Premier

Однак модельний ряд Eagle цими моделями не обмежився. Ще до продажу АМС її керівництво планувало запустити в серію флагмана фірми, який повинен був продовжити славну лінію Ambassador, знятого з виробництва в 1978 році. Донорами новому автомобілю повинні були стати французькі Renault R25 і R21, перший дав основу кузова і технічну начинку, другий — передню підвіску. Premier, як назвали новинку, був не просто американською версією Renault R25. Спочатку нова машина повинна була бути взагалі 2-дверною, проте американці наполягли на тому, що дебютувати повинна новинка у вигляді 4-дверного седана, в підсумку доводити проєкт взявся Джоржетто Джуджаро з ItalDesign.

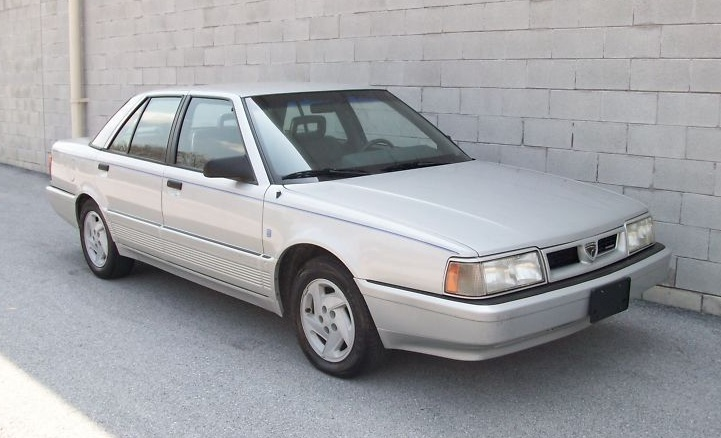
Eagle Premier ES

Італієць сильно переробив кузов хетчбек R25 в седан, по суті тільки передні двері та їх стекла у автомобілів були взаємозамінні, а також лобове скло, в іншому всі панелі кузова були новими. Так що це була не просто переробка під американські стандарти безпеки, капот і передні крила були також унікальні. Джуджаро зробив чудо, не дивлячись на уявну незграбність кузова, коефіцієнт лобового опору у Premier виявився нижчим, ніж у яскравого прикладу обтічного дизайну північноамериканського дизайну середини 1980-х років — Ford Taurus, співвідношення було відповідно Сх 0,31 проти Сх 0,33.

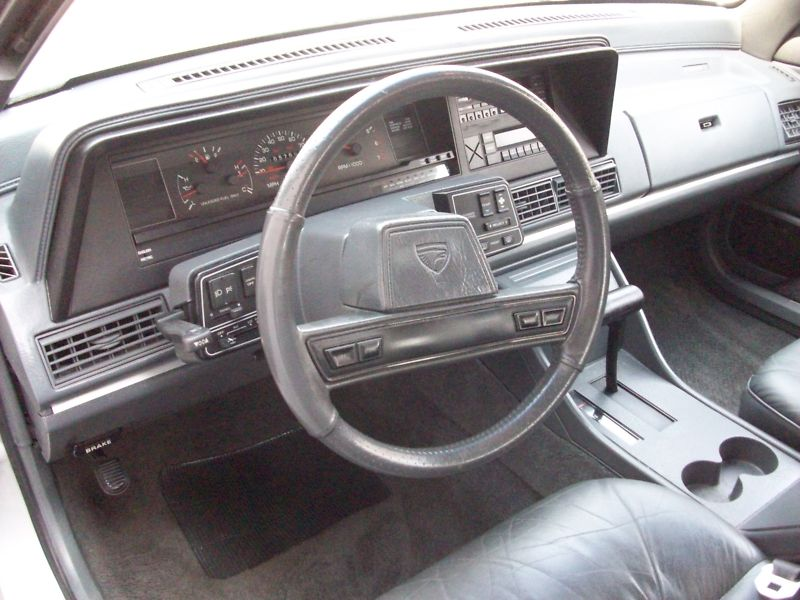
Салон Eagle Premier

Дизайн інтер'єру практично взагалі нічого спільного не мав з французькою машиною (крім важеля покажчика повороту), ще в 1984 році він був розроблений Річардом Тігом, незадовго до його відходу з фірми АМС. Тіг створив два нарости біля керма, на які розмістив всі органи управління, що відповідали за світло з одного боку і з іншого за мікроклімат салону, у того ж Renault R25 були полози, що регулювали мікроклімат, розташовані на консолі біля панелі приладів, тут же можна було всім управляти, не відриваючи рук від керма. На топовій версії були кнопки управління стерео-системою і круїз-контролем, розташовані на подушці керма. Салон автомобіля був дуже просторим, враховуючи, що Chrysler New Yorker був більшим в габаритах, він програвав за обсягом вільного простору новій моделі, більше того, навіть W126 від Mercedes програвав за місцем для ніг задніх пасажирів. Седан пропонувався в двох комплектаціях: LX і ES, перша мала механічні склопідйомники, спереду був диван з відкидним підлокітником, таким чином машина була 6-місною, через нероздільний диван у цієї машини важіль КПП був розміщений на рульовій колонці, за «музику» в салоні відповідав радіоприймач, стекла автомобіля були тонованими; друга версія була оснащена куди багатше: роздільні «спортивні» сидіння, важіль КПП розмістили на підлозі, велюрова обробка, тріп-комп'ютер (середня швидкість, витрата середня і моментальна, пройдена відстань, запас палива, секундомір і термометр), панель приладів мала контрольні прилади, що сигналізували про низький рівень рідин, відкриті двері або перегорілі лампочки зовні, висококласна аудіосистема була оснащена касетником і динаміками фірми Jensen.
Базовим мотором став 2.5 л 4-циліндровий двигун АМС, потужністю 111 к.с., цей мотор був відомий за моделями Spirit, Concord і Eagle, тільки тепер на нього встановили електронне уприскування палива. Цей мотор агрегатувався тільки з автоматичною 4-ступінчастою коробкою передач AR-4, розробленою спільно фірмами Renault і Volkswagen, що поставлялася німецькою компанією ZF. Це була єдина машина з автоматичною трансмісією в корпорації Chrysler, яка мала 4 ступені, решта задовольнялися 3 ступенями. Топова версія оснащувалася 2.95-літровим V6, потужністю 150 к.с., цей мотор за контрактом, укладеним при передачі компанії АМС у власність Chrysler, поставлявся з Франції і по суті був аналогічний тим V6 моторам, що можна було зустріти під капотом Renault, Peugeot і Volvo. Порівняємо характеристики Premier з Taurus, 2.5 л і 3-літрові моделі, які були з однієї й іншої сторони супротивників.
2.5 л двигун у Premier розвивав 111 к.с., у Taurus — 90 к.с.. У «Орла» був 4-ступінчастий автомат, у «Форда» — 3-ступінчастий автомат. Максимальна швидкість — 182 км/год проти 171 км/год, розгін до 100 км/год — 11.4 с проти 14.3, витрата місто/траса (заводські дані): 10.7/7.6 л та 11.2/8.9 л.
3-літрові моделі у обох виробників оснащувалися 4-ступінчастими автоматами. Потужність їх була 150 к.с. проти 140 к.с.. Максимальна швидкість: 204 км/год проти 188 км/год, розгін до ста кілометрів на годину: 9.9 с проти 11.2 с, витрата: 13.1 8.7 л та 11.2/8.1 л на сотню. Єдиний параметр, по якому вигравав «Торус», була витрата палива у 3-літрової версії, в іншому бестселер програвав новачкові, але, не дивлячись на всі плюси, Premier за перший рік розійшовся тиражем в 45 500 примірників. Якщо машини почали продаватися вже після того, як компанія АМС перейшла під юрисдикцію Chrysler, то виготовляти їх стали трохи раніше зміни влади, тому в терміновому порядку міняли емблеми на вже готових автомобілях, однак якщо емблеми поміняти не становило проблем, то на стереосистемі, встановленій в автомобілі, було важче прибрати сліди французької фірми, так що партія, вироблена до грудня 1987 року має касетник з логотипами Renault.
Наприкінці 1988 року Medallion, що поставлявся з Франції, припиняють продавати в США. Тим самим ставиться хрест на універсалі з системою повного приводу Quadra, який вже продавався в Європі, таким чином з якоїсь причини керівництво Chrysler відмовляються від ідеологічного наступника AMC Eagle Wagon. Тоді ж модель Premier отримує топову версію Limited, яка фарбувалася в білий колір, мала в базі шкіряну оббивку салону, електропривід стекол, дзеркал, водійського сидіння, клімат-контроль з кондиціонером і 15" литі диски. Базова версія з мотором 2.5 л отримує мізки вприскування від Chrysler замість Renix від Renault, також ця версія штатно отримує тахометр на панелі приладів. Також восени 1988 року з'являються дві нові бедж-інжинірингові моделі: Vista Wagon і Summit, обидві були клонами автомобілів марки Mitsubishi.

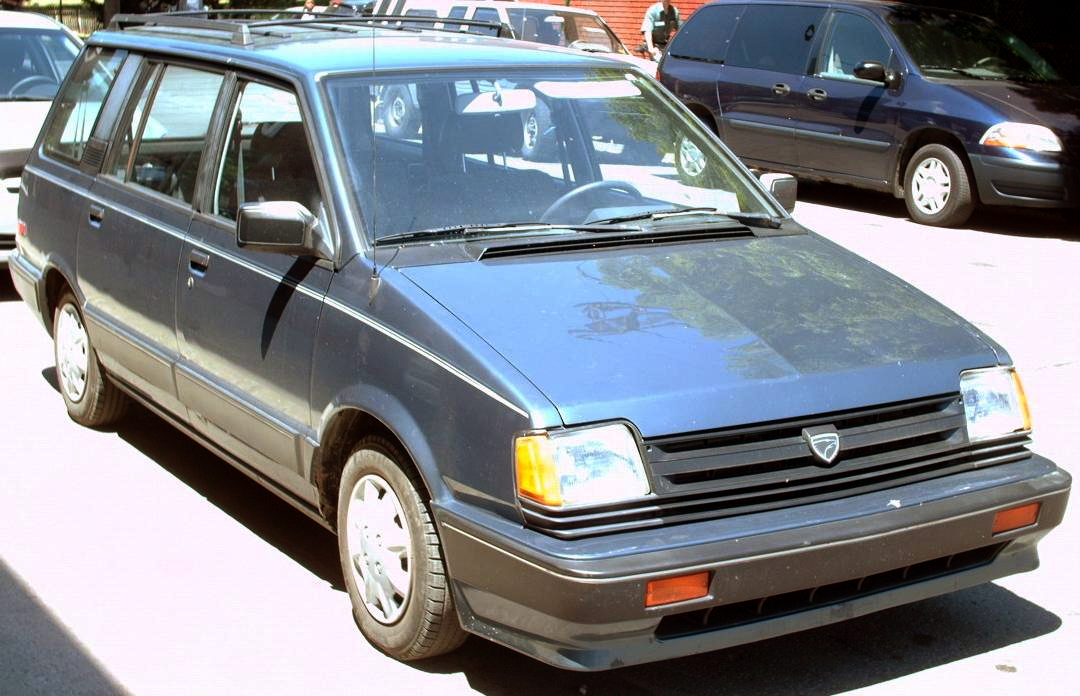
Eagle Vista Wagon

Перша була аналогом Mitsubishi Space Wagon першого покоління, в США ця машина продавалася під ім'ям Dodge Colt Vista, вона оснащувалася 2-літровим двигуном, потужністю 98 к.с., по суті це був спадкоємець Eagle Wagon, оскільки у версії з 5-ступінчастою трансмісією ця машина мала повний привід, якщо клієнт замовляв коробку автомат, то йому доводилося задовольнятися тільки переднім приводом.

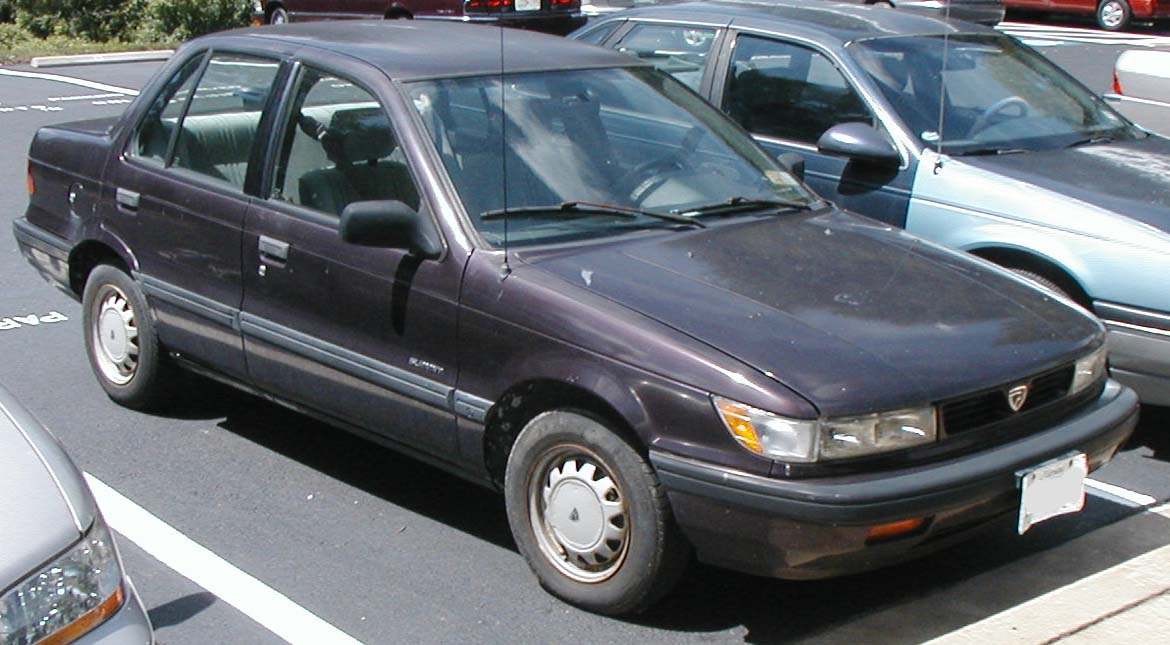
Eagle Summit LX

Другою була модель Summit — Mitsubishi Lancer третього покоління. Summit пропонувався тільки з кузовом седан, у зв'язку з чим модель Vista втрачає такий тип кузова у своїй серії. Одночасно під однією маркою продавалося два різних покоління автомобіля Mitsubishi Mirage (як Colt/Lancer називався в США). Ще з 1978 року ця модель японської компанії продавалася в США під ім'ям Dodge Colt, але з жовтні 1988 року в США ця машина пропонувалася тільки з кузовом 3-дверний хетчбек. В двох північноамериканських країнах продавалися різні версії «японки». Канадський варіант «Міражу» пропонувався з 1.5 л двигуном, потужністю 81 к.с., встановлюваний на версію ES, і 1.6 л двовальним мотором, який видавав 123 к.с., що можна було зустріти тільки на топовій версії — LX, останній міг похвалитися 5-ступінчастою коробкою передач або 3-ступінчастим автоматом, в той час як більш слабка версія задовольнялася 4 передачами, оперованими в ручну. Однак, не дивлячись на позитивний імідж якості японських машин і непогані споживчі якості, за рік було продано всього 27000 седанів Summit, що було на порядок менше проданих за той же період флагмана марки.

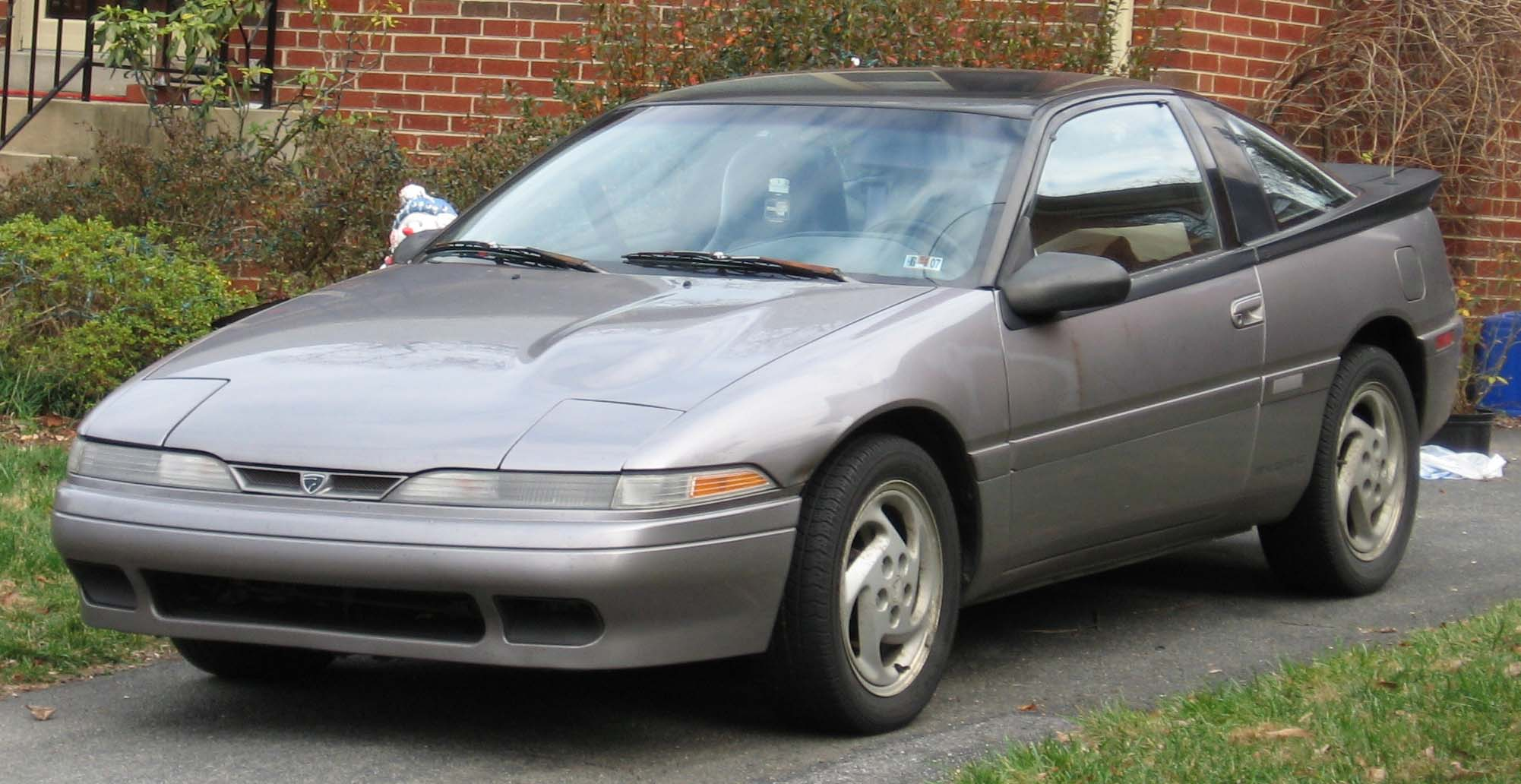
Eagle Talon TSi AWD

У середині 1989 року починаються продажі нової моделі так званого класу «покет-рокет» (кишенькова ракета), роль якої до цього грав Renault Fuego, продажі якого припинилися в 1986 році. Нова машина, яка отримала ім'я Eagle Talon, не дивлячись на те, що машина мала ще двох братів-близнюків — Mitsubishi Eclipse і Plymouth Laser, вона не була просто продуктом бедж-інжинірингу. Всі три моделі стали випускатися на спільному заводі Diamond-Star, за технічну розробку відповідала фірма Mitsubishi, а за дизайн автомобілів — Chrysler, хоча й не без впливу японців. Японці не стали винаходити нове, а взяли за основу укорочені шасі Galant, який досить успішно виступав у той час в ралі, а 3-дверний кузов хетчбек нічого спільного з седаном не мав. Новинка отримала «сліпі» фари, похилий дах і мала досить приємний дизайн. Варіант від бренду Eagle мав відмінну рису від своїх родичів: всі автомобілі мали подвійне забарвлення, оскільки дах, його стійки і дзеркала забарвлювалися в чорний колір, також на капоті у всіх версій Talon мався горб, якого не було у базових варіантів інших моделей. Бампери і диски також відрізнялися, ще у Talon задня оптика за європейським типом мала помаранчеві поворотники, у двох інших моделей вони були червоні. Як двигун виступав знайомий по моделі Galant 2.0-літровий мотор серії 4G63, атмосферний агрегат з двома верхніми розподільчими валами і електронним уприскуванням розвивав 135 к.с., цей передньопривідний варіант міг оснащуватися 5-ступінчастою механікою або автоматом з 4 передачами, розгін до ста з механікою був на рівні 9.6 секунди, автомат додавав 1.1 секунди, максимальна швидкість дорівнювала 195 і 182 км на годину. Другий мотор був запозичений з найпотужнішого «Галанта» — VR4, той же 2-літровий мотор був оснащений турбіною власного виробництва, він розвивав вже 190 к.с., комплектувався він тільки ручною КПП з 5 швидкостями, комплектація TSi з таким мотором могла скласти конкуренцію легендарним спортивним автомобілям типу BMW M3, Ford Sierra Cosworth або Lancia Delta HF, оскільки розгін до ста займав всього 6.6 секунди, ще крутішою версією була TSi AWD з повним приводом, яка з'явилася в продажі навесні 1990 року, ця машина була трохи менш динамічною (7.1 с до 100 км на годину), але теж мала непогані параметри для кінця 80-х років.
У моделі Premier 1990 модельного ряду відпадає з виробничої програми непопулярний 2.5 л двигун, 3-літрова модель отримує дискові гальма по колу і вихлопну систему з нержавійки, в списку опцій з'являється CD-програвач. Оскільки машина продавалася мляво, то боси фірми вирішують вивести на ринок клона під маркою Dodge. Близько 70% покупців моделі Premier не були постійними клієнтами компанії Chrysler, тому, щоб залучити і традиційну клієнтуру, з'являється Dodge Monaco. Модель Summit обзаводиться топовою версією ES, яка, як і LX, оснащувалася 1.6 л DOHC, але від середньої моделі її відрізняла наявність гальмівних дисків на всіх колесах, спортивної підвіски і 14" литих дисків.

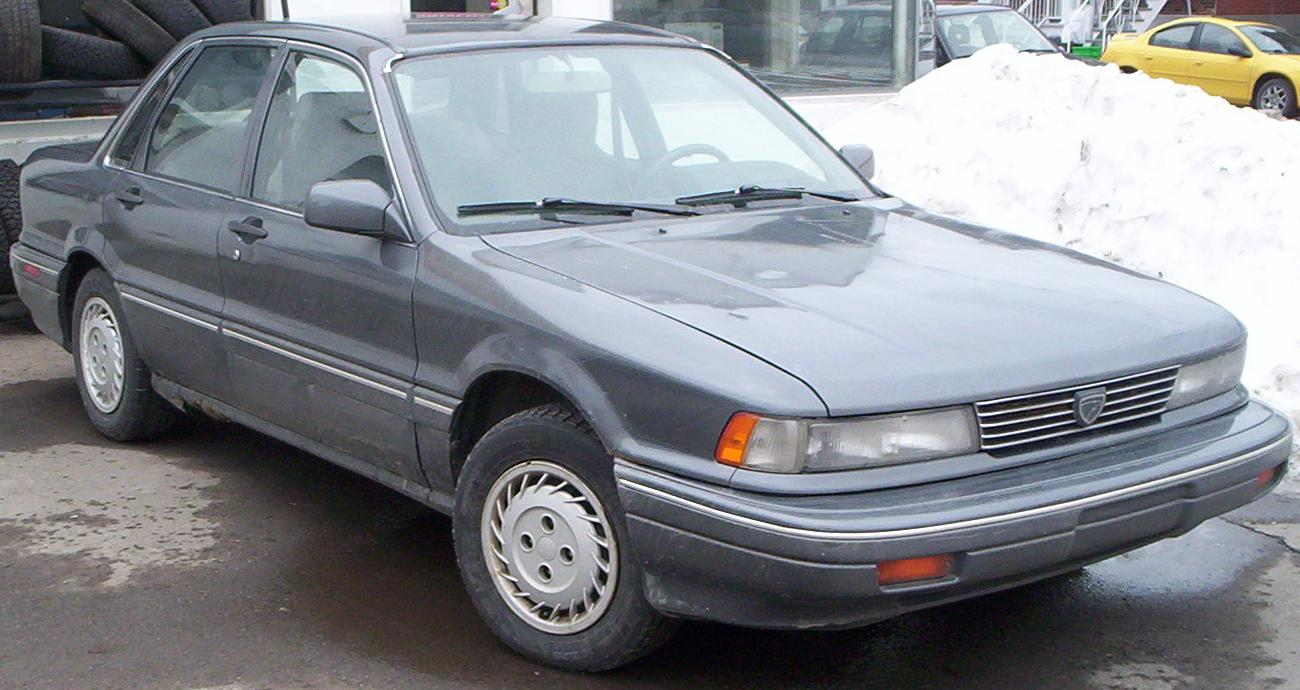
Eagle 2000 GTX

У кінці 1990 року під ім'ям 2000 GTX з'являється клон Mitsubishi Galant шостого покоління. Нова модель пропонувалася тільки з одним кузовом — седан, під капотом можна було знайти два 2-літрових мотора, один — одновальний, потужністю 105 к.с., а у варіанті Sport — DOHC, потужністю 135 к.с., причому останній мав повний привід і 5-ступінчасту трансмісію (таке авто могло розганятися до ста за 8.2 секунди), більш слабкий варіант міг оснащуватися і автоматом. Навіть у базовій комплектації цей японо-канадець мав багате оснащення: литі диски, касетник, круїз-контроль, електропривід склопідйомників і дзеркал, центральний замок і регульоване рульове управління з гідропідсилювачем. За доплату клієнт отримував спортивний обвіс, спортивне «лиття», кондиціонер, ABS і електропривід люка на даху.

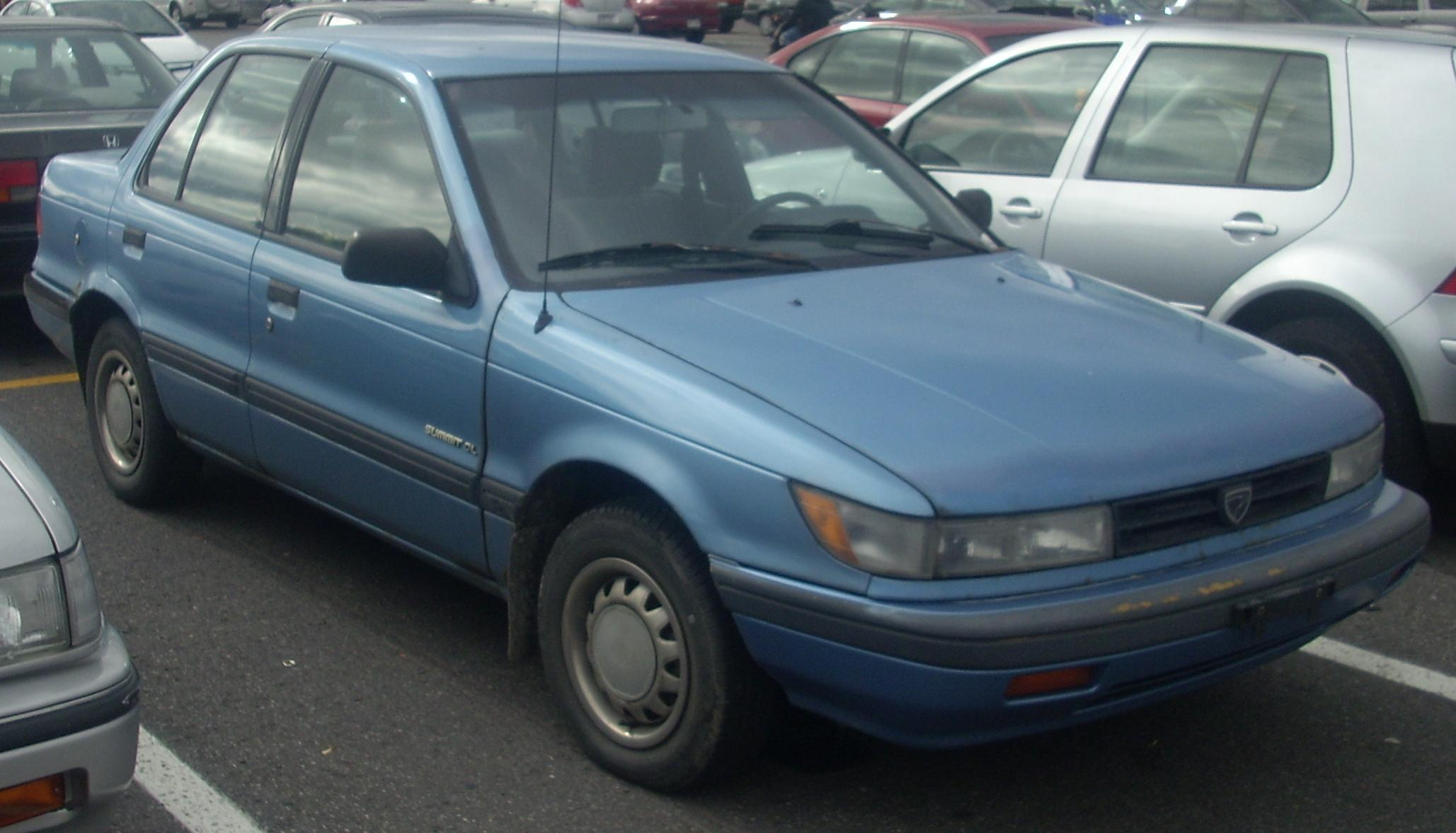
Eagle Summit

Модель Summit з цього року випускалася в місті Нормал, штат Іллінойс, на заводі DSM, до седана додається 3-дверний хетчбек (копія Mitsubishi Colt, який по колишньому поставлявся з Японії), який позиціонувався як більш дешевий варіант, так хетчбек комплектувався тільки 4-ступінчастою механікою і 3-ступінчастим автоматом, у той час як седан мав 5 і 4 передач відповідно. 1.6 л двигун залишився без змін, а ось 1.5 л двигун отримав 12-клапанну головку, такий мотор видавав вже 92 к.с.. Зовні оновлені канадські моделі можна було відрізнити від тих, що поставлялися раніше, за новою решіткою радіатора.

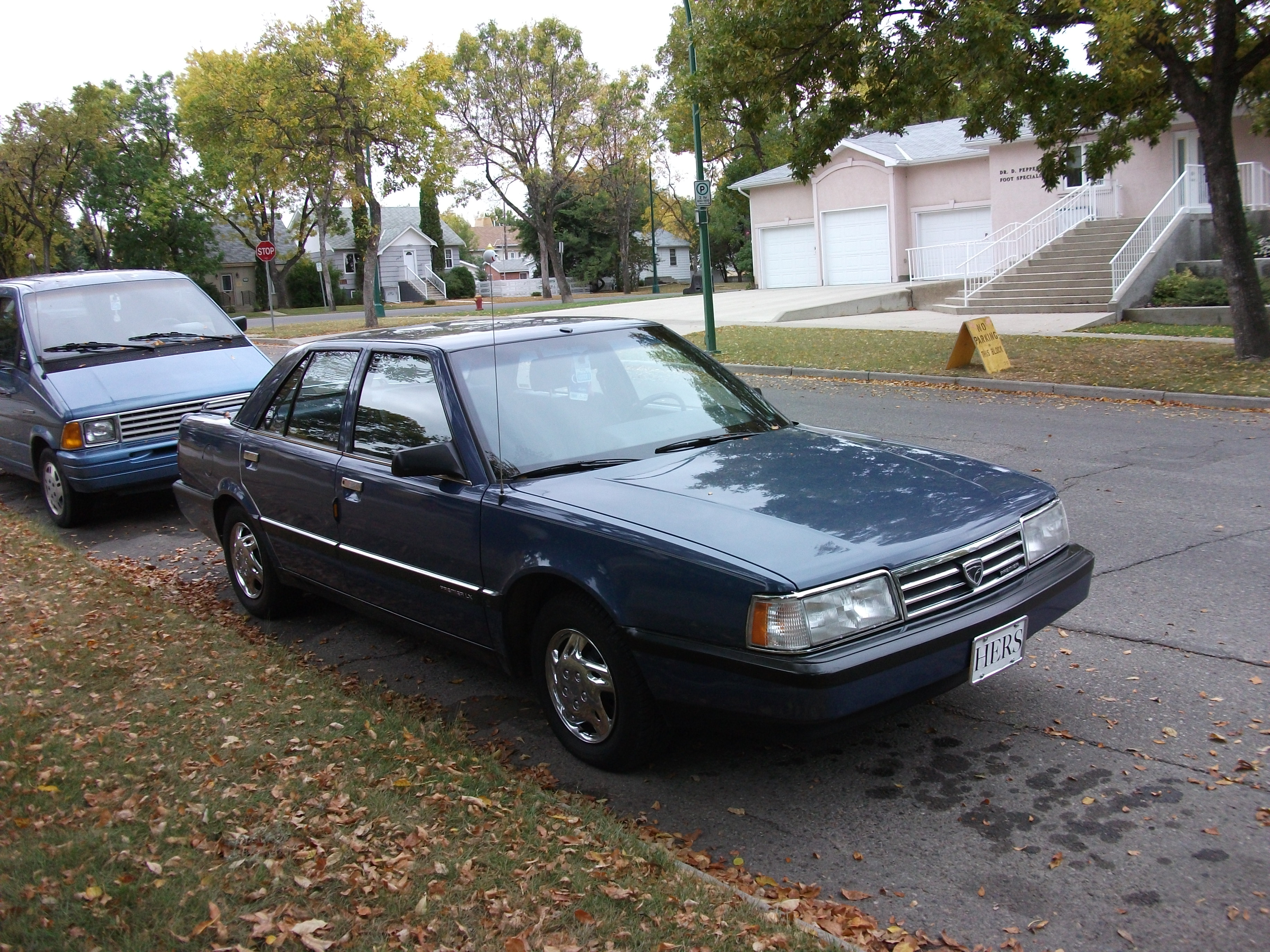
Eagle Premier Limited

У 1991 році топова версія моделі Premier отримує нову решітку радіатора і задню оптику, як базове обладнання у Limited з'являється ABS, яка пропонувалася для інших версій як опція, зате тепер навіть базова версія оснащувалася клімат-контролем з кондиціонером, з автоматичним підтриманням заданої температури в салоні, електроприводом дзеркал, автопілотом і регульованою рульовою колонкою, проте всі ці опції не допомагають підняти рівень продажів, який опускається до позначки в 10 000 примірників, і це разом з Monaco. У грудні 1991 року з конвеєра сходять останні Eagle Premier і Dodge Monaco, в планах Renault-АМС було побудувати 260000 автомобілів, проте «Chrysler» зміг реалізувати всього 139000 автомобілів, і то завдяки Dodge Monaco, виною поганим продажам була неправильно обрана тактика, команда Якокки намагалася конкурувати і з Ford Taurus, який розійшовся мільйонними тиражами, і протиставити непоганий автомобіль продукції фірм Volvo, Saab і Acura, тобто виступати відразу в декількох класах, не маючи чіткої «лінії партії» проти кого «боротися», а боротися довелося на ділі з моделями самого Chrysler/Dodge/Plymouth. Припинивши випускати Premier/Monaco з 3-літровим мотором, Chrysler все одно виплатив фірмі Renault за всі невикористані мотори (а це близько 120 000 примірників).
Не дивлячись на те, що Premier пішов зі сцени, його риси збереглися у наступних автомобілів корпорації, так Dodge Viper з величезним 8-літровим 10-циліндровим мотором отримав задні дискові гальма, які прямо перекочували на нього з Eagle Premier.

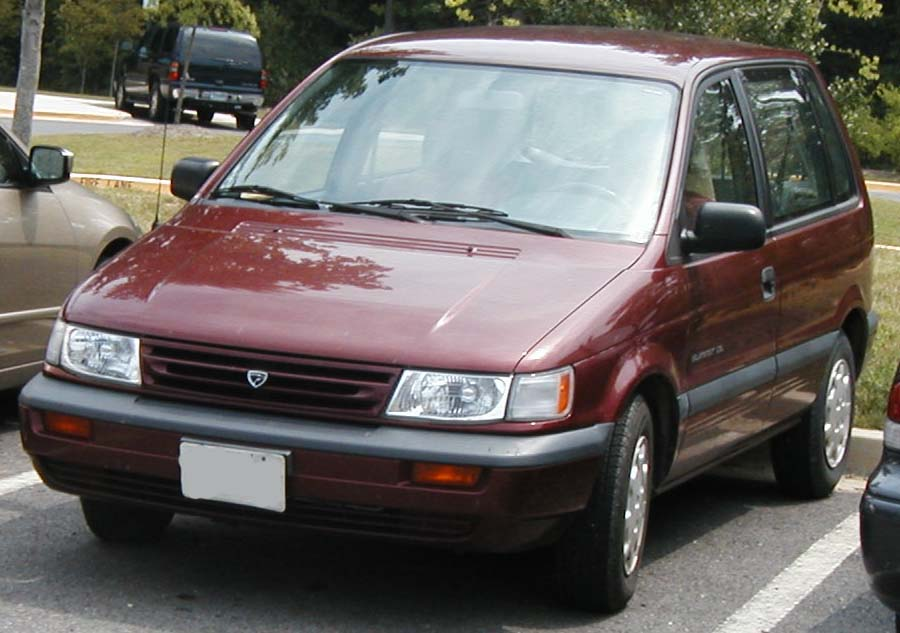
Eagle Summit Wagon

У 1991 році модель Vista Wagon змінюється новим поколінням універсала підвищеної місткості, яке отримує ім'я Summit Wagon. Нова модель, так само як і попередник, була клоном марки Mitsubishi, тільки цього разу моделі Space Runner. Summit Wagon пропонувався в двох комплектаціях — DL і LX, а двигун пропонувався всього один — 1.8 л 113-сильний, який міг агрегатуватися або з 5-ступінчастою механікою, або з коробкою автомат з 4 передачами, причому і той, і інший варіант був доступний і з повнопривідною трансмісією.

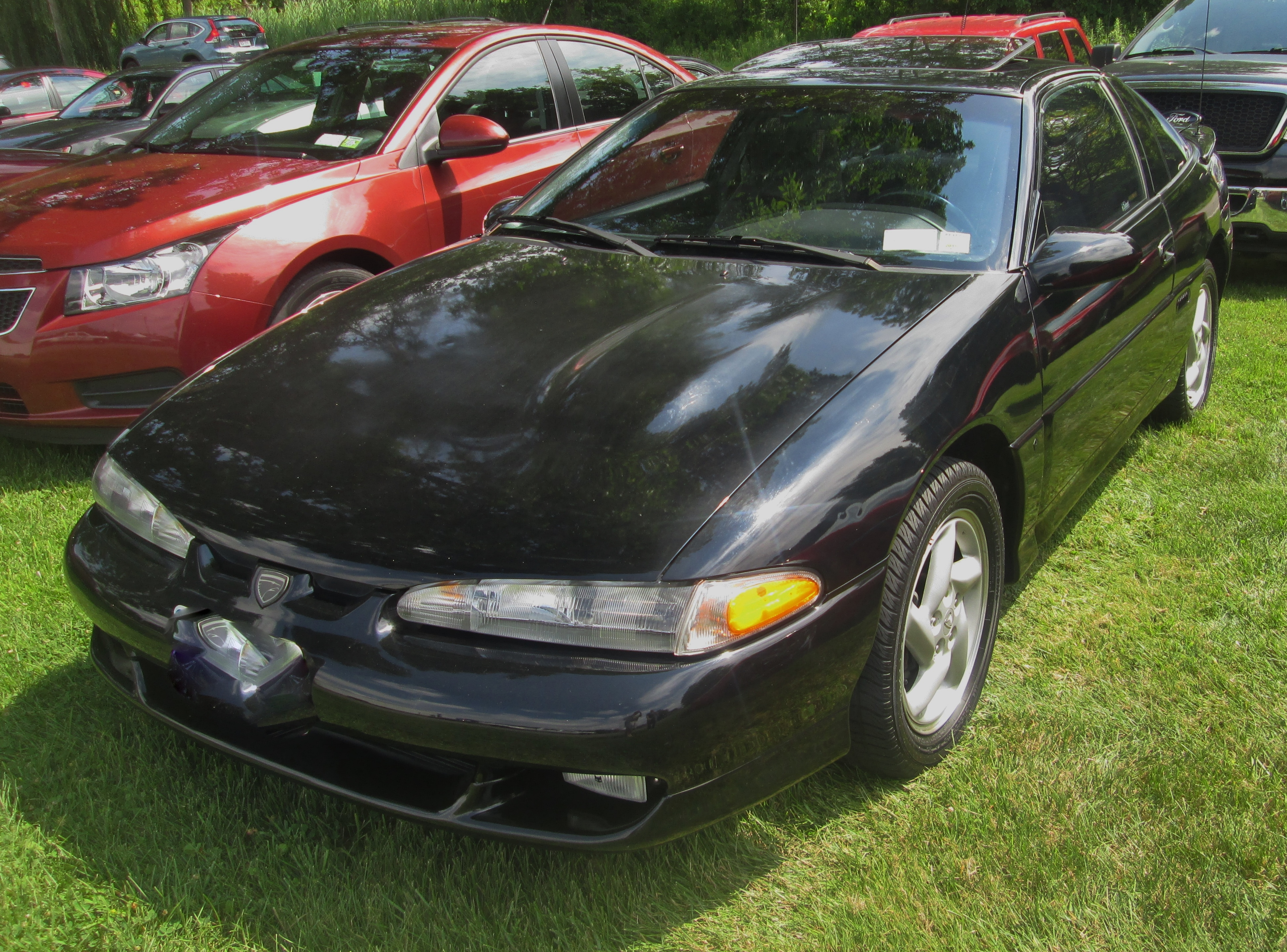
Eagle Talon TSi

До початку 1992 року Eagle Talon переживає оновлення (як і його брати), він позбавляється «сліпих» фар і замість них встановлюють фіксовану оптику, причому «скло» було зроблено з пластику, задня оптика також була оновлена. У травні машина оновлюється і технічно, маховик на 2-літровій машині тепер кріпився 7 болтами, а не шістьма. Його запозичили у Lancer Evolution, так само як і колінчастий вал. Також з'являється нова версія «DL» з 1.8 л 92-сильним мотором, що раніше був недоступним для цієї моделі, але пропонувався з самого початку для Eclipse і Laser. Дволітрова атмосферна модель отримує індекс 2.0 ES, її мотор, не дивлячись на новий колінвал і маховик, по-колишньому розвивав 135 к.с.. Турбомотори отримують інтеркулер, і тепер ранжир цього двигуна виглядав так: 180 к.с. у 2.0 TSi з коробкою автомат, 190 к.с. у 2.0 TSi з механікою (розгін 6.4 секунди до сотні) і 195 к.с. у 2.0 TSi AWD, яка оснащувалася тільки механікою. Всі комплектації могли оснащуватися ABS, які підвищували активну безпеку автомобіля. Машини ці в той час непогано розходилися, оскільки на думку журналу Car and Driver ця модель була в десятці найкращих американських автомобілів.

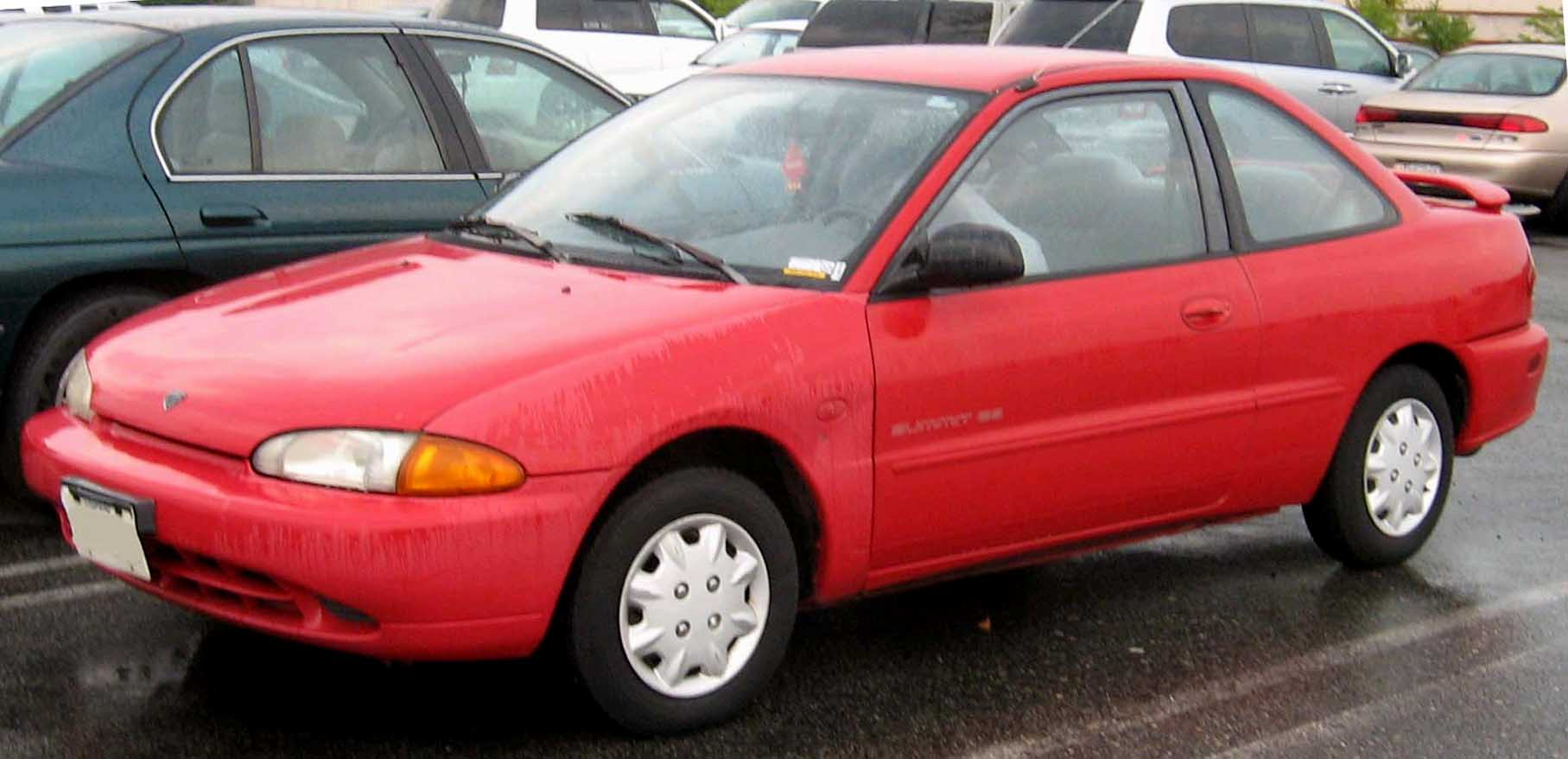
Eagle Summit Coupe DL

Наприкінці 1992 року припиняється виробництво морально застарілого хетчбека Vista, а також колишнього покоління хетчбека і седана Summit, на зміну їм приходить автомобіль, побудований на базі Mitsubishi Mirage/Colt/Lancer четвертого покоління. Модельний ряд другого покоління Summit складався з седана і купе, яким вирішили замінити хетчбек. Канадський седан відрізнявся від американської і японської моделей задньою стійкою даху, якщо Lancer і Colt Vista мали глуху стійку, то Summit мав третє вікно, вбудоване в стійку. Нова модель відрізнялася від колишньої більшим за розміром і більш обтічним кузовом, задня підвіска стала більш складною конструктивно, двигунів клієнтам пропонувалося як раніше два — 1.5 л і 1.8 л, перший — 12-клапанний, потужністю в 92 к.с., а другий розвивав 113 к.с.. Купе позиціонувався як дешевий варіант, його індекс був DL, і пропонувався він тільки з першим агрегатом, який можна було замовити як з 5-ступінчастою ручною КПП, так і з 3-ступінчастим автоматом, а ось седан, який пропонувався тільки в топовій комплектації ES, пропонувався з більш потужним двигуном, який окрім ручної 5-ступінчастої КПП міг оснащуватися і 4-ступінчастим автоматом. Summit Wagon отримує новий двигун, який пропонувався тільки на американському ринку — 2.4 л, потужністю 136 к.с., цей мотор міг комплектуватися і автоматом, і ручною трансмісією, які також могли працювати в парі з повним приводом.

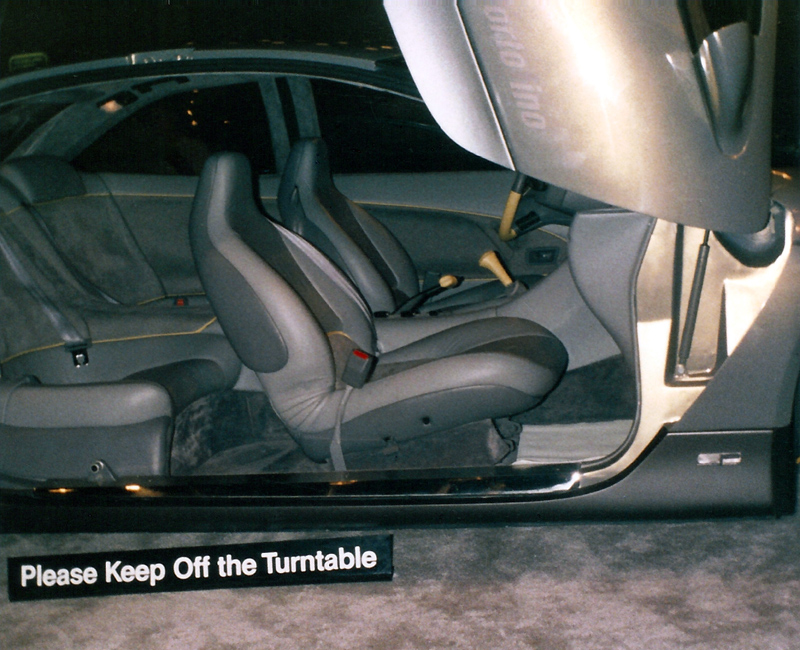
Lamborghini Portofino

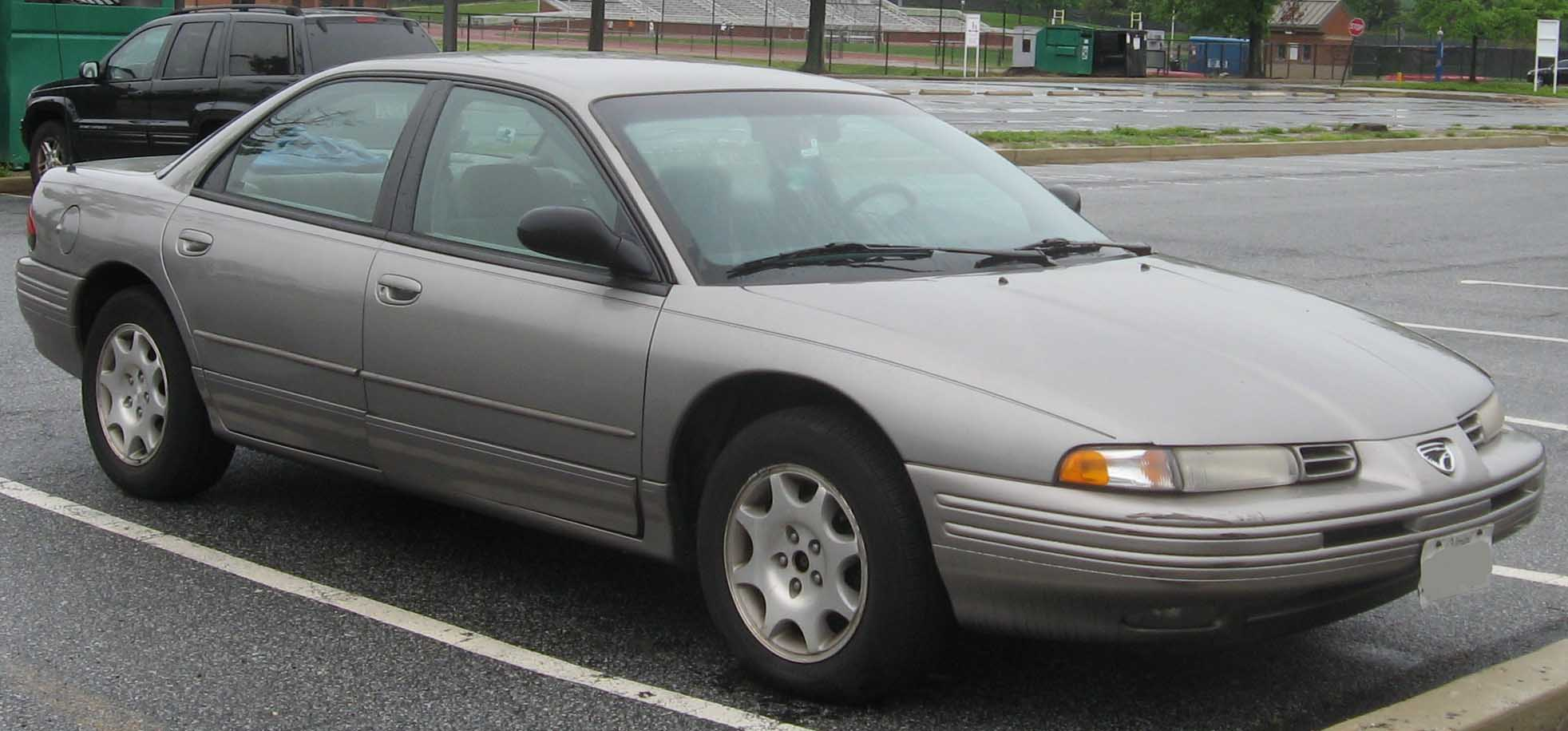
Eagle Vision

Також в 1992 році припиняється виробництво Eagle 2000 GTX, який залишався якийсь час флагманом серед седанів цієї марки, оскільки Premier пішов зі сцени. Однак на зміну цим обом моделям приходить нова машина, куди більш велика в габаритах. Зовні машина нагадувала концепт 1990 року Eagle Optima, який у свою чергу сильно нагадував концепт 1987 року — Lamborghini Portofino. З 1987 року Automobili Lamborghini S.p.A належав «Chrysler», і прототип Portofino був творінням дизайнера Chrysler Кевіна Вердайна. Головним посилом дизайнера була сильно зміщена вперед кабіна «cab forward», яка вперше в серійному виробництві була використана фірмою АМС на моделі Pacer. Однак якщо в Portofino не склало труднощів зробити короткий капот і звис передка, оскільки він був побудований на базі Lamborghini Jalpa з мотором в базі, то з Optima довелося повозитися, оскільки під короткий капот розмістили 4-літровий V8 з 32 клапанами.

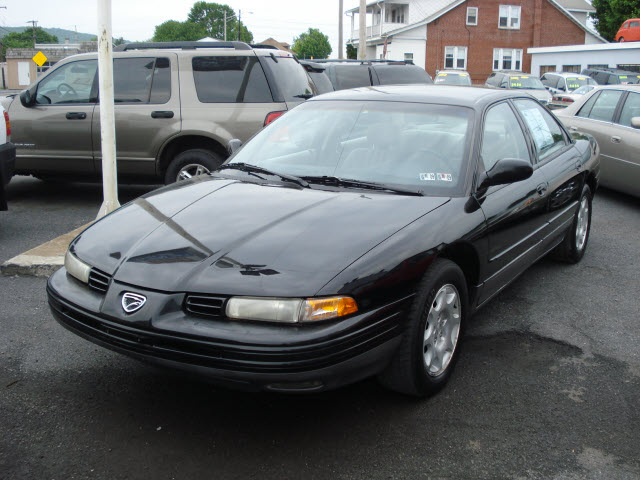
Eagle Vision TSi

Якщо з дизайном було все ясно, то з технічної сторони прототипом для нової моделі, яка отримала ім'я Eagle Vision, став старий знайомий Eagle Premier. Франсуа Кастен, який сам колись працював в Renault, високо оцінював потенціал платформи моделі Premier і, ставши головним інженером компанії Chrysler, відмів всі колишні проєкти нового роботодавця, за які до нього відповідав його попередник Хол Сперлих, і став розвивати платформу від «француза». Передня підвіска і дискова гальмівна система практично без переробки перекочувала на нову платформу, що отримала назву LH, також туди перекочувала система ABS, яка серійно ставилася тепер на всі версії. Задня торсіонна підвіска була істотно перероблена з додаванням «тяг Чапіна». Автоматична трансмісія була модернізацією, проведеною компанією Chrysler, тієї коробки, що ставилася на Premier та постачалася раніше фірмою ZF. Двигуни для нової моделі були також новими, обидва конфігурації V6, перший, об'ємом 3.3 л, з чавунним блоком і алюмінієвими головками мав розподілвал в розвалі блоку, а клапани задіялися через штовхачі, тобто мотор був схеми OHV. Вперше цей 153-сильний агрегат був застосований на сімействі Voyager/Caravan, тільки на відміну від мінівенів на новому седані його розташували не поперечно, а поздовжньо. Другий мотор був об'ємом 3.5 л, не дивлячись на те, що донором для нього став 3.3 л двигун, він відрізнявся від нього низкою нюансів. Так він мав верхнє розташування розподілвалів (ОНС), по одному на кожну сторону, клапанів при цьому було не по 2 на циліндр, а по чотири. Приводилися ці розподілвали за допомогою ременя ГРМ, а не ланцюгом, як на це було на 3.3 л моторі. Версія з мотором 3.3 л називалася ESi, а топова 214-сильна версія носила ім'я TSi.

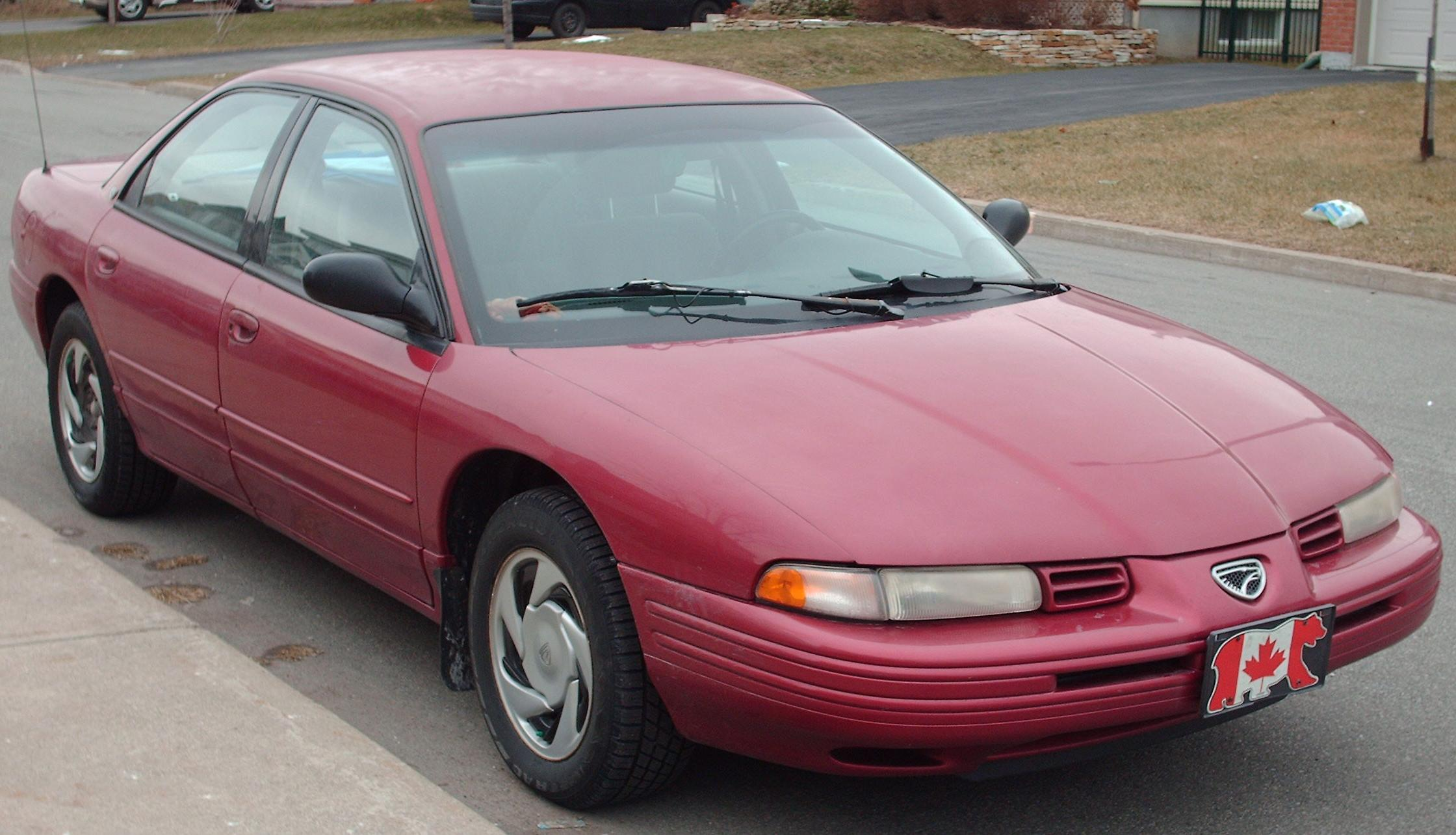
Eagle Vision

Новий Eagle Vision став випускатися разом з його клонами — Chrysler Concord і Dodge Intrepid, і якщо Concord мав консервативний американський декор: з хромованою решіткою радіатора, нероздільними ліхтарями ззаду і масивними молдингами з боків, а Intrepid з передком в спортивному стилі Dodge Stealth (він же Mitsubishi 3000GT), то Vision мав європеїзований зовнішній вигляд з обтічним передком (який був дуже схожий на Honda Prelude), з роздільною задньою оптикою, що мала помаранчеві сектори поворотів. В Європі під маркою Chrysler продавалися саме Eagle Vision, у яких забрали голову орла з емблеми і вставили п'ятикутник з п'ятикутною зіркою. Технічно машини розрізнялися по підвісці, якщо Concord мав м'яку і валку підвіску, типову для американців, то підвіска Vision була зібранішою і жорсткішою, оскільки модель мала спортивний імідж та мала відповідати смакам європейців, причому 3.5 л варіант мав ще жорсткішу підвіску (за американськими мірками) з більш жорсткими пружинами і потужними стабілізаторами, оскільки творці бачили конкурентом своїй машині BMW E34. В інтер'єрі (розробленим Дональдом Гудвіном) відмінності моделей зводилися до того, що Vision не мав декору під дерево, як його побратим Concord, а також у нього були роздільні сидіння спереду, у «американізованої» версії (Concord) міг бути спереду і суцільний диван з важелем АКПП на рульовій колонці. Навіть базова версія ESi була непогано екіпірована: електросклопідйомники всіх вікон, електропривід дзеркал, дві подушки безпеки, протиугінна сигналізація і центральний замок з пультом ДУ, потужна аудіосистема з 8 динаміками, версія TSi в добавок до іншого могла оснащуватися шкіряним салоном (шкірою були оброблені сидіння, кермо, важіль КПП), електроприводом передніх сидінь, ще більш потужною аудіосистемою від Infinity з 11 динаміками і CD-боксом, а також монохромним дзеркалом заднього виду в салоні. На замовлення можна було встановити протибуксувальну систему і люк, що відкривався або вгору, або взад-вперед по горизонталі. У 1994 році потужність у версії ESi піднімається до 162 к.с. завдяки новій впускній системі, також в обох версій з'являється адаптивна рульова рейка, яка ставала більш гострою на великих швидкостях і легшою при парковці, також бічні дзеркала обзаводяться обігрівом.

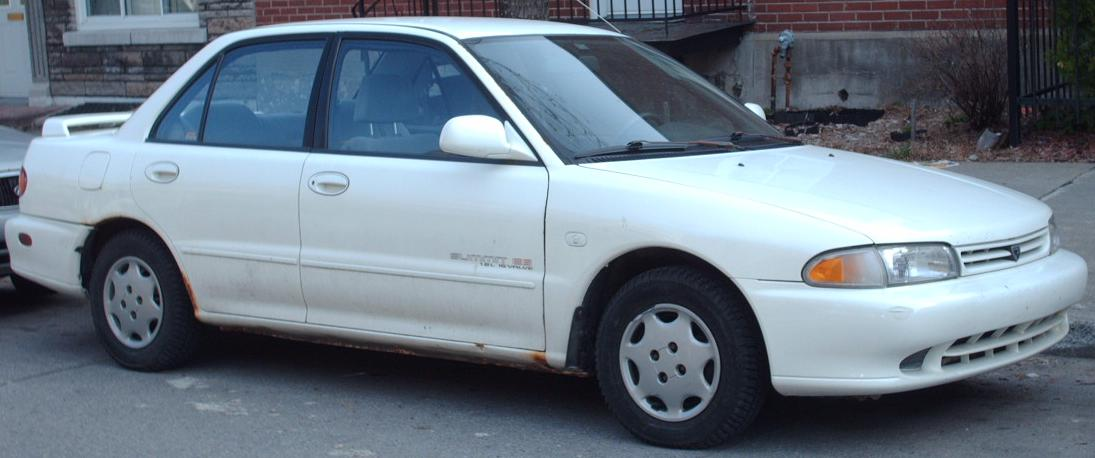
Eagle Summit ES Sedan

У 1994 році седан Summit обзаводиться доступнішою версією — LX, яка також оснащувалася 1.8 л мотором, але мала більш бідне оснащення, купе теж отримує 1.8 л двигун, така комплектація отримує назву ES, всі версії цієї моделі незалежно від типу кузова і оснащення отримують водійську подушку безпеки. Eagle стає єдиною маркою, яка просувала клонів Mitsubishi Mirage від марки Chrysler, оскільки продажі Dodge/Plymouth Colt Vista припиняються з появою моделі Neon.

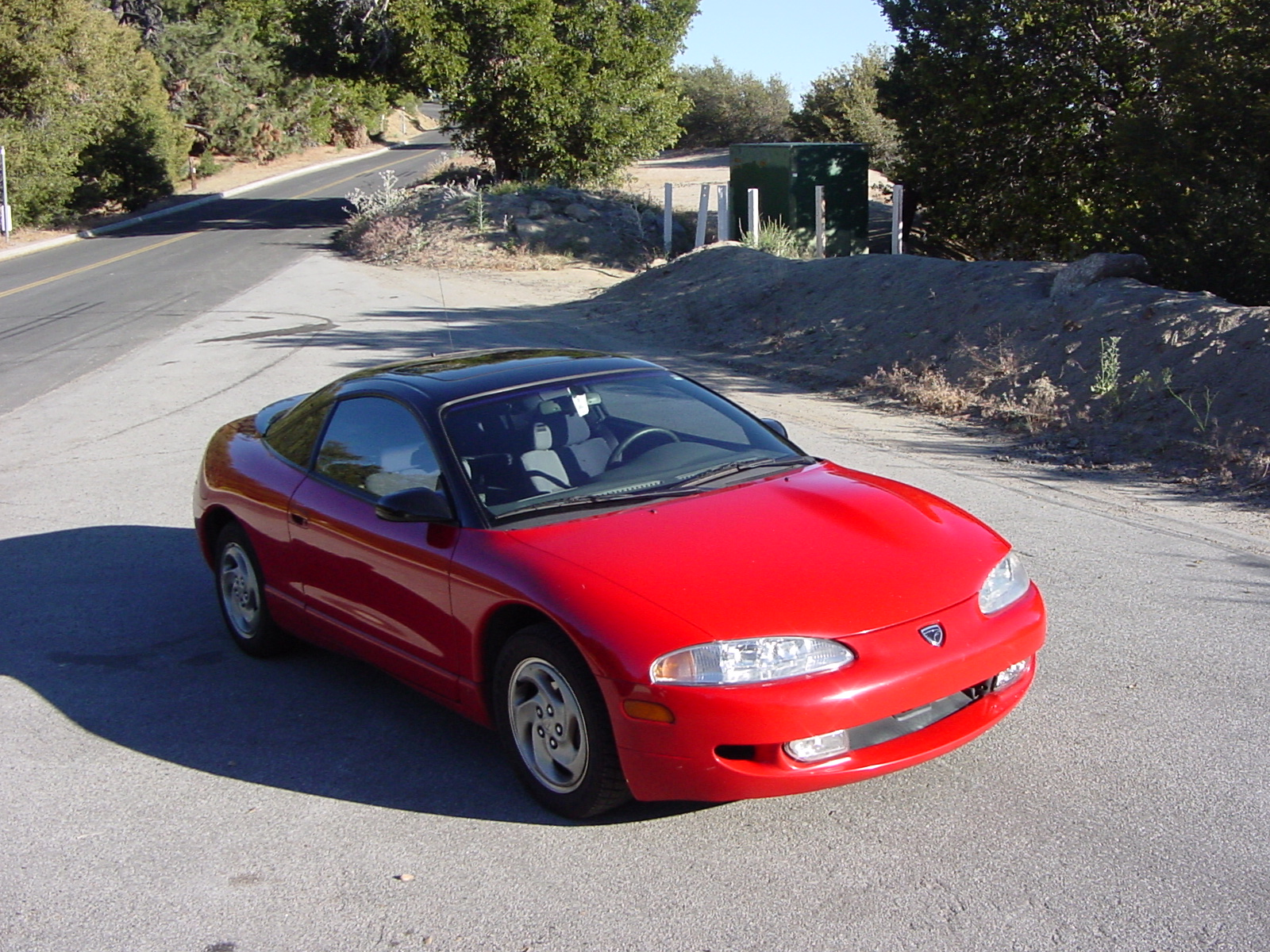
Eagle Talon TSi другого покоління

У червні 1994 року відбувається зміна поколінь моделі Talon. Машина отримує двоважельну підвіску спереду взамін стійок МакФерсона, ззаду також з'являється багатоважільна, база і колія коліс збільшуються (плюс 4 см в базі), все це позитивно позначається на керованості машини, хоча більш жорстка підвіска і позначилася на комфорті пасажирів. Дискові гальма по колу і ABS за замовленням підвищували активну безпеку автомобіля. Зовні машина була схожа з попереднім поколінням, проте загальних панелей в них не було, більше того кузов стає більш жорстким на кручення. Як і колись, «американець» відрізнявся від «японця», дах і стійкі «Кігтя», як і раніше, забарвлювалися в чорний колір, задня оптика теж була зроблена на європейський манер і мала бурштинові секції поворотів, також машини мали різний обвіс нижньої частини кузова. У салоні також відбулися зміни, він став більш ергономічним і зручним, топові версії мали оббите шкірою кермо, а за замовленням могли мати і шкіряну оббивку сидінь. Двигунів знову пропонували всього два — 2-літровий атмосферний (комплектація ESi) і 2.0-літровий турбомотор (TSi і TSi AWD), атмосферний був запозичений не у побратима Eclipse (Laser більше не пропонувався через мізерний попит), а був власної розробки, який дебютував на Chrysler Neon. Цей мотор, що також мав два розподілвала, розвивав 140 к.с., він міг працювати як з ручною КПП (також від Chrysler), так і з автоматом. Цей же мотор стали ставити і на Mitsubishi Eclipse, тим самим він стає першим масовим американським двигуном, який встановлювався на японську машину. На моделі TSi і TSi AWD був старий двигун, який отримав нову впускну і випускну системи, а також нову маленьку турбіну Garett T25, яка хоч і вдувала менший об'єм кисню, але робила це швидше колишньої, всі ці оновлення дозволили підняти потужність у версії з автоматичною коробкою до 205 к.с., а на версії з 5-ступінчастою ручною КПП — до 210 к.с..

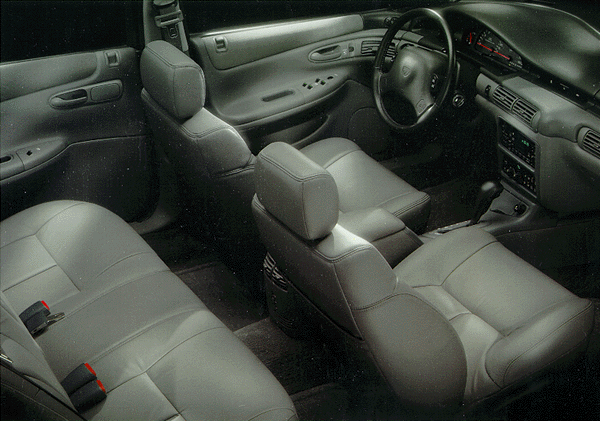
Салон Eagle Visiton TSi

З 1995 року Summit пропонувався тільки у версії з кузовом седан і в єдиній комплектації ESi, яка в добавок до водійської подушки безпеки обзаводиться і пасажирським Airbag, а через рік ця модель припиняє своє існування. У 1996 році Vision обзаводиться автоматичною коробкою передач з можливістю ручного перемикання передач, яка отримала назву Autostick, причому її можна було встановити на обидві версії, але тільки за замовленням. Цю коробку розробив ще в 1994 році американський інженер Пітер Крайч, і Chrysler Vision став першим американським автомобілем з такою трансмісією. Побратими цієї моделі — Intrepid і Concord «Autostick» ще не оснащувалися. Тоді ж більш слабкий мотор дефорсують до 158 к.с., а роком раніше 3.5 л мотор стало можливим купувати і в більш дешевій комплектації — ESi, яка тепер також узувалася в 16" колеса.

## Припинення виробництва автомобілів. Закриття компанії

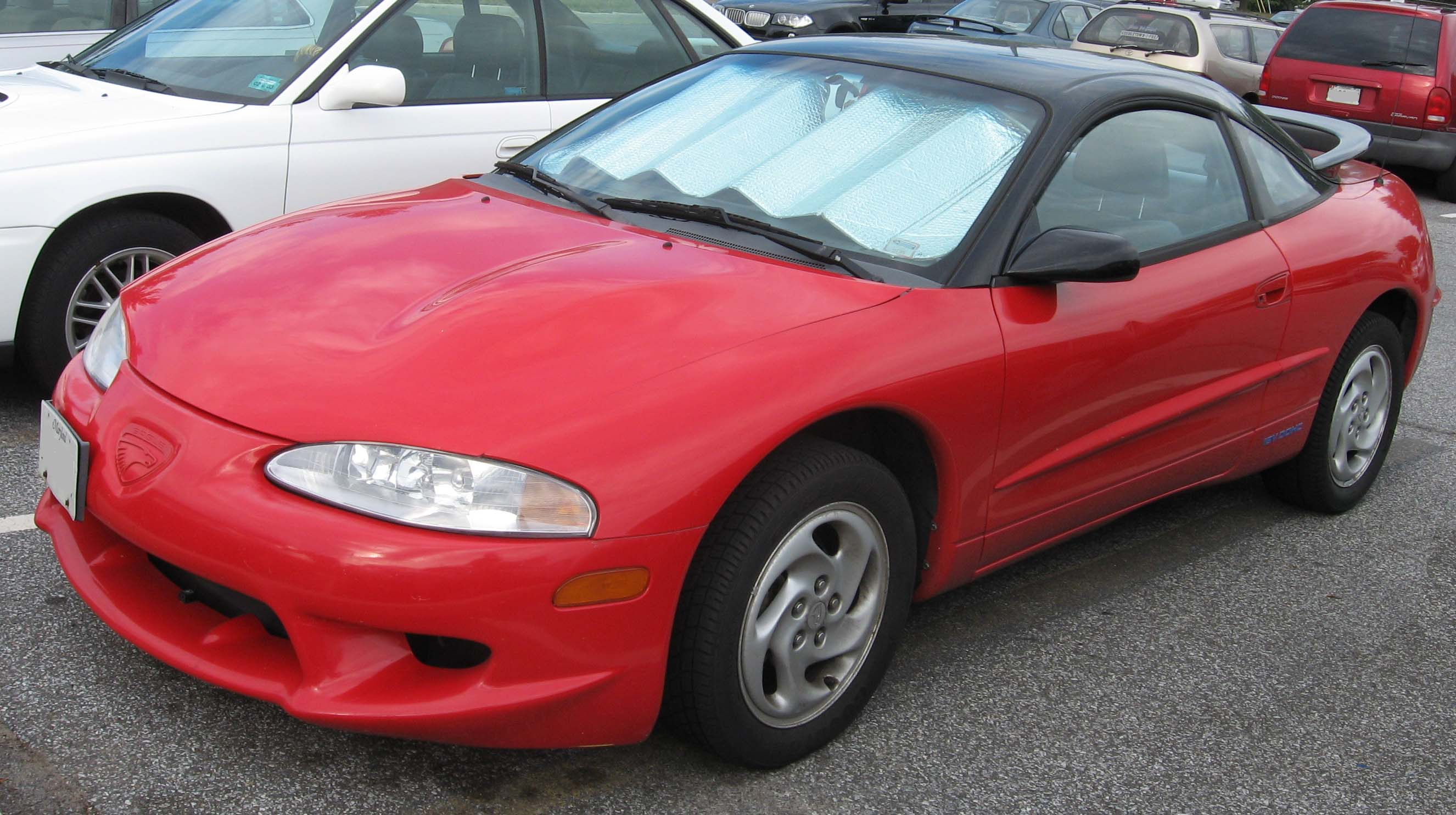
Eagle Talon TSi після оновлення

У 1997 році Talon отримує оновлення, що не торкалися металевих деталей кузова, пластиковий обвіс стає агресивнішим, змінюється малюнок дисків, які були збільшені до 17 дюймів. Однак, не дивлячись на всі оновлення, продажі цієї моделі різко впали майже у вісім разів. У листопаді 1997 року був виготовлений останній Vision, Chrysler оголосив про швидке припинення життєдіяльності бренду Eagle. Не дивлячись на позитивні відгуки преси, яка вважала Eagle Vision найкращою покупкою за ту суму, яку за нього просили, машина за роки свого виробництва розійшлася тиражем всього в 105 000 примірників, що було втричі менше його побратима Chrysler Concord. Бренд, який з'явився завдяки покупці компанії АМС, не мав виразної маркетингової політики, продаючи потужні спортивні моделі, марка конкурувала по суті з брендом Dodge, який теж мав імідж спортивної марки. Припинивши продаж французьких автомобілів, марка позбавляється унікальних моделей, що не мали аналогів всередині концерну, і втрачає свою індивідуальність, так що подальшої перспективи розвитку марки не було, тому й не було доцільності витрачати кошти на просування цього бренду. Дивізія Jeep-Eagle розформовується, і тепер позашляховий бренд продавався через торгову мережу Chrysler-Plymouth-Jeep. 10 лютого 1998 року був випущений останній автомобіль моделі Talon, і він же останній марки Eagle.

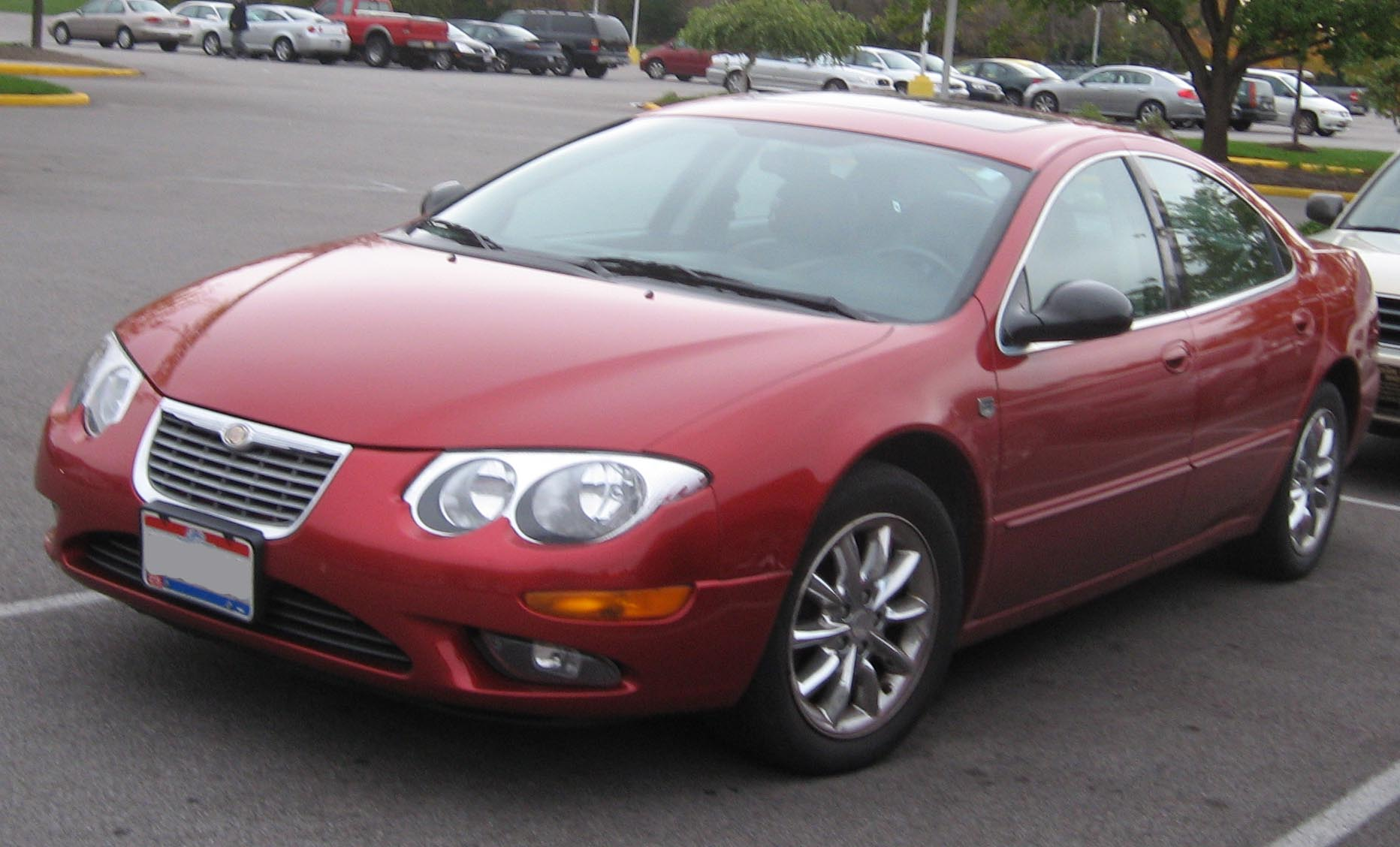
Таким мав бути Eagle Vision другого покоління

Ще до того, як було оголошено про закриття бренду, був підготовлений Vision другого покоління, який базувався технічно на машині першого покоління, навіть колісна база залишилася колишньою, але автомобіль мав повністю перероблений дизайн. Але керівництво компанії від проєкту не відмовилося, і новий автомобіль все-таки пішов у серію восени 1997 року, але під іншим ім'ям — Chrysler 300M. Як колись у випадку з Renault Premier, емблеми якого довелося в терміновому порядку замінювати на емблеми Eagle, так і цього разу сталося подібне, тільки тепер логотипи самого Eagle змінювалися на логотипи Chrysler.
Фірмі Chrysler покупка АМС дозволила: по-перше, колектив АМС сильно розбавив склад «чиновників» «Крайслера», що пішло на користь самій компанії. По-друге, Франсуа Кастен ставить хрест на всіх колишніх розробках фірми Chrysler і просував перспективні на його погляд передньопривідні шасі моделі LH. Платформа LH протрималася до 2004 року, по суті Eagle Premier став батьком таких автомобілів як: Eagle Vision, Chrysler Concorde, Chrysler LHS, Dodge Intrepid, Chrysler New Yorker і Chrysler 300M. Також Кастен був автором суперечливої моделі Dodge Viper, в 1996 році він стає віцепрезидентом компанії Chrysler, а в 2000 році після об'єднання з Daimler-Benz він покидає компанію. Насправді головною метою Якокки був бренд Jeep, який живий і донині.

## Список автомобілів Eagle
- 1988 — Eagle Vista
  - Eagle Wagon
  - Eagle Medallion
  - Eagle Premier
- 1989 — Eagle Summit
- 1990 — Eagle Talon
- 1991 — Eagle 2000 GTX
- 1993 — Eagle Vision